# Sofie Elebro
Sofie Elebro (ur. 22 stycznia 1993) – szwedzka biegaczka narciarska.
Na początku kariery reprezentowała kluby Saxnäs IBF i Vilhelmina IK.
Po raz pierwszy na arenie międzynarodowej zadebiutowała 12 grudnia 2009 w zawodach juniorskich w Boden, w których zajęła 6. miejsce na dystansie 5 km stylem klasycznym.
12 grudnia 2013 uplasowała się na 6. pozycji w biegu łączonym na 10 km na uniwersjadzie zimowej z czasem 29:38,9 s.
Reprezentuje klub IFK Umeå.
W Pucharze Świata jeszcze nie zadebiutowała.

## Uniwersjada
| Miejsce | Dzień      | Rok  | Miejscowość   | Konkurencja                     | Czas biegu   | Strata      | Zwyciężczyni                           |
| ------- | ---------- | ---- | ------------- | ------------------------------- | ------------ | ----------- | -------------------------------------- |
| 6.      | 12 grudnia | 2013 | Val di Fiemme | 10 km - bieg łączony            | 29:34.7 min  | +4.2 s      | Tatiana Ossipowa                       |
| 17.     | 14 grudnia | 2013 | Val di Fiemme | sprint stylem klasycznym        | —            | —           | Oksana Usatowa                         |
| 9.      | 15 grudnia | 2013 | Val di Fiemme | sprint drużynowy - styl dowolny | 17:55.40 min | +37.34 min  | Rosja II                               |
| 14.     | 17 grudnia | 2013 | Val di Fiemme | 5 km stylem dowolnym            | 13:27.1 min  | +22.4 s     | Kateryna Hryhorenko/ Astrid Øyre Slind |
| 2.      | 19 grudnia | 2013 | Val di Fiemme | sztafeta 3x5 km - styl dowolny  | 42:15.8 min  | +3.1 s      | Ukraina                                |
| 25.     | 20 grudnia | 2013 | Val di Fiemme | 15 km stylem klasycznym         | 42:50.4 min  | +2:31.1 min | Oksana Usatowa                         |